# 3180 Morgan
3180 Morgan este un asteroid din centura principală, descoperit pe 7 septembrie 1962 de Goethe Link Obs..